# 젤리 (프로게이머)
젤리(본명: 손호경, 1997년 10월 18일 ~ )는 대한민국의 리그 오브 레전드 프로게이머로 아이디는 Jelly, 포지션은 서포터이다.

## 선수 생활
2015년 NKT에 입단하면서 프로 커리어를 시작했다. 이후 팀이 다크 울브즈에 합병되면서 다크 울브즈에 합류했다.
2016년 6월, 에버8 위너스에 입단했다. 2016시즌 종료 후 팀에서 퇴단했다.
2017년 3월, IN 게이밍에 입단했다. 2017년 4월 팀에서 퇴단했다.
2018시즌을 앞두고 아프리카 프릭스에 입단했다. 2018시즌에서는 투신의 서브 선수로 활동했다.
2019 스프링 시즌 팀의 주전 서포터로 활동하였다. 하지만 좋지 못한 모습을 보여주자 2라운드에서는 세난과 주전 경쟁을 하게 되었다. 서머 시즌에서는 세난에게 주전을 뺏기면서 서브 선수로 활동했다. 
2020 스프링 시즌에서는 팀의 주전 서포터로 낙점을 받았다. 스프링 시즌 동안 좋은 모습을 보여주었다. 서머 시즌에서는 벤이 주전으로 도약함에 따라 팀의 서브 선수로 활동했다. 2020시즌 종료 후 팀에서 퇴단했다.
2021년 4월, 이수루스에 입단했다. 클로징 시즌 팀의 주전으로 활동했다.

## 소속팀
| # | 팀명            | 소속 기간             | 소속 리그 | 비고 |
| - | --------------- | --------------------- | --------- | ---- |
| 1 | NKT             | 2015.05~2016.05.24    | CK        |      |
| 2 | 에버8 위너스    | 2016.06.16~2017.01.05 | CK        |      |
| 3 | IN 게이밍       | 2017.03.08~2017.04    | LSPL      |      |
| 4 | 아프리카 프릭스 | 2017.11.20~2020.11.17 | LCK       |      |
| 5 | 이수루스        | 2021.04.19~           | LLA       |      |

## 수상 내역
- 리그 오브 레전드 챌린저스 코리아 서머 2015 리그 1 우승
- 리그 오브 레전드 챔피언스 코리아 스프링 2018 준우승
- 2019 LoL KeSPA컵 울산 우승